# Kirstine Fiil
Kirstine (Tulle) Nicoline Søvang Fiil (23. august 1918 i Hvidsten – 25. august 1983 smst.) var en dansk modstandkvinde. Hun var datter af Marius Pedersen Fiil, der var medlem af Hvidstengruppen. Hun skrev i forbindelse med sin families og andre medlemmer af Hvidstengruppens snarlige henrettelser et brev til den tyske rigsbefuldmægtigede Werner Best.
Kirstine Fiil var gift med Peder Bergenhammer Sørensen.
Sammen med resten af gruppen blev Kirstine Fiil arresteret af Gestapo 11. marts 1944. Nyheden om deres anholdelse blev bragt i De frie Danske en uge senere.
Måneden efter meddelte De frie Danske at de anholdte fra Hvidsten var blevet overført fra Randers til Vestre Fængsel.
Den 15. juli 1944 skrev De frie Danske om hendes livstidsdom, om henrettelsen af hendes mand, hendes far og bror, om lillesøsterens dom på to år, og udtrykte medfølelse for morens store tab.
Hun blev efter krigen, i 1946, gift med den tidligere kz-fange Olaf Møller, der var ansat i Forsvaret.
Hun er begravet på Gassum Kirkegård.